# Billy Linacre
William „Billy” Linacre (ur. 17 marca 1905, zm. 19 października 1987) – angielski piłkarz, który występował na pozycji skrzydłowego.

## Kariera piłkarska
Piłkarską karierę rozpoczął w Chesterfield, skąd 24 października 1947 przeszedł do Manchesteru City, w którym zadebiutował dzień później w wyjazdowym meczu przeciwko Burnley. Łącznie, biorąc pod uwagę mecze ligowe i pucharowe, wystąpił w City w 79 meczach i zdobył 7 bramek. We wrześniu 1949 odszedł do Middlesbrough. Grał jeszcze w Goole Town, Hartlepools United, Mansfield Town i Blyth Spartans.